# Centre Vasco de Gama
Le Centre Vasco de Gama est un centre commercial situé dans le Parque das Nações dans la ville de Lisbonne. Le bâtiment original fut un bâtiment de l'Expo '98. Après la fin de l'exposition, le pavillon fut transformé en Centre Commercial.